# خالد العدوة
خالد سالم عبد الله العدوة العجمي، من مواليد 1959، نائب سابق في مجلس الأمة الكويتي.
شارك في انتخابات مجلس الأمة الكويتي 1992 في الدائرة الحادية والعشرين، وحصل على المركز الأول برصيد 2736 صوت وفاز في الانتخابات ، وشارك في انتخابات مجلس الأمة الكويتي 1996 في الدائرة الحادية والعشرين، وحصل على المركز الثاني برصيد 3359 صوت وفاز في الانتخابات ، وشارك في انتخابات مجلس الأمة الكويتي 1999 في الدائرة الحادية والعشرين، وحصل على المركز الثالث برصيد 3656 صوت وبعدها طعن في نتائج الانتخابات وأعيد التصويت وفاز في الانتخابات ، وشارك في انتخابات مجلس الأمة الكويتي 2003 في الدائرة الحادية والعشرين، وحصل على المركز الثاني برصيد 3235 صوت وفاز في الانتخابات ، وشارك في انتخابات مجلس الأمة الكويتي 2006 في الدائرة الحادية والعشرين، وحصل على المركز الثاني جامعًا 6594 صوت وفاز في الانتخابات. شارك بانتخابات 2009 ونجح بعدما طعن في عضوية أحد الأعضاء ونجح بعد إعادة الفرز. شارك في انتخابات ديسمبر 2012 وحصل على المركز السادس و فاز في الانتخابات.

## الشهادات حصل عليها
- حاصل على بكالوريوس شريعة من جامعة الكويت عام 1987م
- حائز على شهادة الدراسات العليا في أصول الفقه من جامعة الأزهر الشريف.

## أعماله
- معيد في جامعة الكويت 1989م
- عضو في جمعية المعلمين.
- عضو هيئة التدريس بوزارة التربية.
- كاتب زاوية «منبر الكلمة» في جريدة الوطن.

وعضو برلماني لعدة مجالس وهي:
1992م
1996م
2000م
2003م
2006م
2009م
2012م